# Callipodida
Ordre
Les Callipodida sont un ordre de myriapodes (mille-pattes) contenant environ 130 espèces, dont beaucoup sont caractérisées par des crêtes.

## Description
Les Callipodidas sont des mille-pattes longs et étroits, mesurant environ 100 mm de longueur et dont le corps comporte de 40 à 60 segments. Un sillon dorsal est présent sur la ligne médiane du corps et de nombreuses espèces sont ornées de crêtes longitudinales,. Les mâles sexuellement matures possèdent une seule paire de gonopodes, constituée de la paire de pattes antérieures modifiées du 7e segment du corps, et transportés dissimulés dans une pochette,.

## Répartition
Les Callipodidas sont présents en Amérique du Nord, en Europe, en Asie occidentale, dans le Sud de la Chine et en Asie du Sud-Est.

## Classification
Les Callipodida encore existants sont classés en trois sous-ordres, sept familles et environ 130 espèces. Le genre Sinocallipus, qui constitue le sous-ordre Sinocallipodidea, est considéré comme le plus primitif et un groupe frère de tous les autres membres de l'ordre des Callipodida. Un quatrième sous-ordre, éteint, a été décrit en 2019 pour accueillir Burmanopetalum inexpectatum, un spécimen vieux de 99 millions d'années trouvé dans l'ambre birman.

## Liste des familles et genres
Selon GBIF (2 juillet 2024) :
- Abacionidae Shelley, 1979
- † Burmanopetalidae Stoev, Moritz & Wesener, 2019
- Callipodidae
- Caspiopetalidae
- Dorypetalidae
- Paracortinidae Wang & Zhang, 1993
- Schizopetalidae
- Sinocallipodidae
- Tynommatidae
- Cylindrosoma Gray, 1843
- † Hannibaliulus Shear, Selden & Gall, 2009

## Systématique
Le nom valide de ce taxon est Callipodida Pocock, 1894.